# Archivo de Música Werner Icking
El Archivo de Música Werner Icking (en inglés: Werner Icking Music Archive, a menudo abreviado como WIMA), era un archivo web de partituras musicales de dominio público, libres para su uso no comercial. Fue un proyecto que continuó la labor del desaparecido Archivo de Música GMD y lleva el nombre de su fundador, Werner Icking. 
Después de una fusión que se completó en 2012, el archivo forma parte del Proyecto Biblioteca Internacional de Partituras Musicales (IMSLP).

## Historia
El archivo original de Icking en la GMD (Gesellschaft für Mathematik und Datenverarbeitung, Sociedad de Matemáticas e Informática) en Alemania fue el sitio colaborativo de distribución de partituras más antiguo en línea. Tras la muerte de Icking en 2001, la administración del sitio fue asumida por el compositor y programador informático danés, Christian Mondrup. El nombre del archivo se cambió por Archivo de Música Werner Icking en honor a su fundador. El sitio fue trasladado al Departamento de Ciencias de la Computación (DAIMI) en la Universidad de Aarhus, Dinamarca hasta febrero de 2010, debido a que la universidad no pudo alojarlo más tiempo. Entonces Mondrup optó por un proveedor de alojamiento web comercial patrocinado por la firma danesa Paldam IT.
WIMA ofrece principalmente música barroca y renacentista, aunque el archivo también contiene partituras de jazz. Asimismo, WIMA es el sitio web de la casa de MusiXTeX, que es una suite de utilidades de composición de música de código abierto basado en el sistema de escritura tipográfica TeX. La mayoría de las piezas recogidas en WIMA es de música antigua. Algunas de las partituras de música antigua publicadas en este archivo son las primeras ediciones modernas de estas piezas. Igualmente hay varios compositores contemporáneos que han optado por publicar sus trabajos en WIMA.

### Fusión con IMSLP
El 23 de agosto de 2011, se anunció que el Werner Icking Music Archive se fusionaría con el Proyecto Biblioteca Internacional de Partituras Musicales (IMSLP). WIMA había anunciado la fusión su propia sitio web cinco días antes en una carta abierta a los colaboradores. Tras trabajar en algunos aspectos técnicos, IMSLP decidió iniciar oficialmente la fusión el 28 de agosto. El 21 de julio de 2012 el proyecto de fusión fue declarado oficialmente completo. Desde entonces, virtualmente toda la colección de WIMA forma parte de IMSLP.